# Light of the Moon
Light Of The Moon é o segundo álbum de estúdio da dupla de folk rock/pop The Pierces. Foi lançado pela Universal Records em 10 de agosto de 2004. O disco foi produzido por Brian Sperber e contou com 11 faixas que as irmãs Pierce ou escreveu ou co-escreveu.

## Faixas
1. "Space Song"[3] – 4:30
2. "Tonight"[3] – 4:18
3. "Save Me"[3] – 4:01
4. "Patience"[3] – 3:52
5. "A Way To Us"[3] – 3:30
6. "Louisa"[3] – 4:07
7. "Give It All Back"[3] – 4:51
8. "Beautiful Thing"[3] – 3:46
9. "You're Right"[3] – 3:12
10. "I Don't Mind"[3] – 4:15
11. "I Should've Known"[3] – 3:56